# Danuta Duda
Danuta Maria Duda (ur. 18 lipca 1937 w Gnieźnie) – polska szwaczka i polityk, posłanka na Sejm PRL IX kadencji.

## Życiorys
Od 1953 pracowała jako szwaczka w Zakładach Przemysłu Odzieżowego „Polanex” w Gnieźnie, w 1955 została brygadzistką zespołu szwalniczego. W tym samym roku wstąpiła do Polskiej Zjednoczonej Partii Robotniczej, była członkinią Komitetu Wojewódzkiego (i jego Komisji Kobiet) tej partii w Poznaniu i radną Miejskiej Rady Narodowej. Przewodniczyła Niezależnemu Samorządnemu Związkowi Zawodowemu „Solidarność” w ZPO „Polanex”. Od 1985 do 1989 z ramienia PZPR pełniła mandat posłanki na Sejm PRL IX kadencji z okręgu Poznań Nowe Miasto, zasiadając w Komisji Skarg i Wniosków.